# Лукьянова, Дарья Александровна
Дарья Александровна Лукьянова (19 сентября 1998, Новоспасское, Ульяновская область) — российская футболистка, защитница.

## Биография
Воспитанница футбольного клуба «Нефтяник» (Новоспасское), первый тренер — Рафаэль Шакуров. Затем выступала за клуб «Волга-ДЮСШ-Нефтяник» (Ульяновск), в его составе в 14-летнем возрасте дебютировала во взрослых соревнованиях в первом дивизионе России.
В середине 2010-х годов начала заниматься в Училище олимпийского резерва г. Звенигорода, играла за его младшие команды в первом и втором дивизионах России.
В 2017 году выступала за главную команду «Россиянки» в высшей лиге России. Дебютный матч в чемпионате сыграла 18 апреля 2017 года против «Енисея», заменив на 80-й минуте Викторию Мустафину. Всего в высшей лиге сыграла 6 матчей, все — в первой половине 2017 года.
Провела несколько матчей за юношескую и молодёжную сборную России.
С 2018 года работала тренером по футболу в ДЮСШ г. Новоспасское.